# Francis Maneke
Francis Galia Maneke est un homme politique papou-néo-guinéen.

## Biographie
Titulaire d'une licence en arpentage foncier de l'université de technologie de Papouasie-Nouvelle-Guinée à Lae, il est le directeur général d'une entreprise foncière de 2004 à 2017.
Il est élu député de la circonscription de Talasea (en) au Parlement national aux élections législatives de 2017 pour le Parti des ressources unies. Il est le ministre des Technologies de Communication et d'Information dans le gouvernement de Peter O'Neill d'août à octobre 2017. En 2018 il devient membre du parti Congrès national populaire, le parti de Peter O'Neill. En 2019, lorsque James Marape devient Premier ministre, il devient membre du parti de ce dernier, le Pangu Pati. En 2021, il quitte brièvement les bancs de la majorité parlementaire et rejoint l'Opposition, puis réintègre la majorité.
En septembre 2019, l'Assemblée provinciale de Nouvelle-Bretagne occidentale l'élit gouverneur de la province, succédant à Sasindran Muthuvel qui quitte ce poste pour entrer au gouvernement comme ministre des Entreprises publiques et des Investissements publics. À ce nouveau poste, Francis Maneke finance la création de coopératives de cacao et de coprah pour accroître les revenus de la population locale et encourager l'agriculture commerciale. Il démissionne de sa fonction de gouverneur en septembre 2021 pour se consacrer à sa tâche de simple député,,. 
Réélu député aux élections de 2022, il entre au gouvernement national comme ministre de l'Huile de palme. Le ministère est créé à cette occasion ; le Premier ministre James Marape nomme un ministre de l'Agriculture, Aiye Tambua, mais crée dans le même temps trois ministères inédits dédiés respectivement au café, à l'huile de palme et à l'élevage, avec pour intention d'accroître la production commerciale et l'exportation dans ces domaines. L'huile de palme pèse pour 40 % de la valeur des exportations agricoles de la Papouasie-Nouvelle-Guinée (devant le café, 27 %), rapportant 1,2 milliard de kina par an (environ 350 000 euro) à l'économie du pays. La tâche du nouveau ministre est de faire convertir des terres fertiles inusitées à la culture de l'huile de palme, ainsi que d'aider à la croissance des productions existantes. Francis Maneke se voit attribuer ce ministère car il mène campagne depuis plusieurs années en faveur de l'industrie locale de l'huile de palme, et qu'il est originaire de la région de Nakanaï où se trouve l'un des principaux centres de production d'huile de palme du pays.